# Partido Democrático Progressista
O Partido Democrático Progressista (PDP; chinês tradicional: 民主進步黨; chinês simplificado: 民主进步党) é um partido político liberal e progressista de Taiwan, e o partido dominante na Coligação Pan-Verde. Em de 20 de maio de 2016, se tornou o partido no poder em Taiwan, controlando tanto a presidência quanto o Yuan Legislativo.
Fundado em 1986, o Partido Democrático Progressista é um dos dois maiores partidos em Taiwan, juntamente com o Kuomintang, o partido historicamente dominante. O PDP é tradicionalmente associado ao liberalismo social devido a forte defesa dos direitos humanos, bem como também é defensor do fortalecimento da identidade nacional taiwanesa. O partido é membro de longo prazo da Internacional Liberal, membro fundador do Conselho dos Democratas e Liberais Asiáticos e representante de Taiwan na Organização das Nações e Povos Não Representados. Além disso, o PDP está mais disposto a aumentar os gastos militares para se defender de uma potencial invasão chinesa e, na política externa, favorece laços mais estreitos com os Estados Unidos e o Japão.
A atual líder é Tsai Ing-wen, a presidente de Taiwan eleita nas eleições gerais de 2016 que foi reeleita em 2020.

## História
As origens do Partido Democrático Progressista estão no movimento tangwai, que se formou em oposição ao regime autoritário de partido único do Kuomintang (KMT) e que governava sob o sistema de "partido-estado". Este movimento culminou na formação do PDP como um partido alternativo em 28 de setembro de 1986, mas ainda permanecia ilegal. Em sua criação, um comício foi planejado por dezoito membros organizadores no Grand Hotel Taipei, e contou com a participação de 132 pessoas que compareceram à reunião. Os novos membros do partido concorreram a eleição de 1986 como candidatos "apartidários", uma vez que os partidos concorrentes permaneceram ilegais até o ano seguinte. Os primeiros membros do partido, assim como os membros do movimento tangwai, eram em grande parte parentes e advogados de defesa de prisioneiros políticos, bem como de intelectuais e artistas que passaram algum tempo no exterior. Esses indivíduos estavam fortemente comprometidos com a mudança política em direção à democracia e à liberdade de expressão, imprensa, reunião e associação.
O movimento tangwai não era uma unidade política unificada e consistia em divisões que se transferiram para o início do PDP. Na sua fundação, o partido tinha consistia três facções: a facção Kang (moderado e liderado por Kang Ning-hsiang), a facção Nova Maré (consistindo de intelectuais e ativistas sociais liderados por Wu Nai-ren e Chiou I-jen), e a Facção do Progresso (liderada por Lin Cheng-chieh, um waishengren que se opunha à independência). Mais tarde, os moderados se aglutinariam em torno da facção Formosa, fundada pelos presos durante o Incidente de Formosa após sua libertação da prisão. No início do partido, a facção Formosa se concentrava em vencer as eleições exercendo o poder de liderança e influência de seus líderes, enquanto a Nova Maré se concentrava na mobilização ideológica e no desenvolvimento de apoio popular aos movimentos sociais. Como resultado, a facção Formosa se tornaria mais moderada, geralmente cedendo à opinião pública, enquanto a Nova Maré se tornaria mais coesa ideologicamente. Em 1988, a Facção Formosa dominou as posições de alto escalão dentro do partido.
No início, o partido não apoiou explicitamente uma identidade nacional taiwanesa independente, em parte porque moderados como Hsu Hsin-liang estavam preocupados que tal movimento pudesse levar a uma repressão violenta do Kuomintang e alienar os eleitores, mas também porque alguns membros como Lin Cheng-chieh ainda apoiavam a unificação da China. Devido à diminuição de sua influência dentro do partido e ao seu compromisso ideológico, entre 1988 e 1991, a facção Nova Maré pressionou a questão da independência, reforçada pelo retorno de ativistas pró-independência do exterior que foram anteriormente barrados de Taiwan. Em 1991, a fim de contornar as pressões da Nova Maré, o presidente do partido Hsu Hsin-liang, da facção moderada de Formosa, concordou em incluir um texto na carta do partido que defendia a elaboração de uma nova constituição, bem como a declaração de uma nova República de Taiwan via referendo (que resultou na saída de muitos membros pró-unificação do partido). Em 1999, o congresso do partido aprovou uma resolução que considerava Taiwan como um país independente, sob o nome oficial de "República da China", e que quaisquer mudanças constitucionais deveriam ser aprovadas pelo povo via referendo. Também foi enfatizado o uso do nome "Taiwan" em contextos internacionais.
Apesar da falta de sucesso eleitoral, a pressão que o PDP criou sobre o governo do Kuomintang por meio de suas demandas são bastante visíveis nas reformas políticas da década de 1990, bem como na eleição popular direta do presidente e dos representantes da Assembleia Nacional e do Yuan Legislativo. Também tornou possível discutir abertamente eventos do passado, como o Incidente 228 e seu período após a lei marcial, e abriu espaço para uma maior diversidade de pontos de vista políticos. Uma vez que o PDP conquistou representação no Yuan Legislativo, o partido usou a legislatura como um fórum para desafiar o KMT no poder.
Após a democratização, o PDP mudou seu foco para questões anticorrupção, em particular em relação às conexões do Kuomintang com o crime organizado e aos "ativos do partido" adquiridos ilegalmente durante a lei marcial. Enquanto isso, subdivisões continuaram a se formar dentro do PDP como um mecanismo para a construção de coalizões dentro do partido; notavelmente, o futuro presidente Chen Shui-bian formaria a facção da Aliança da Justiça.

### 2016–presente: governo majoritário
Em 16 de janeiro de 2016, Taiwan realizou sua eleição geral para a presidência e para o Yuan Legislativo. O PDP ganhou a cadeira presidencial com a eleição de Tsai Ing-wen, que recebeu 56,12% dos votos, enquanto seu adversário, Eric Chu, recebeu 31,2%. Além disso, o PDP ganhou a maioria no Yuan Legislativo, conquistando 68 cadeiras no parlamento de 113 cadeiras, contra 40 nas eleições de 2012, dando-lhes, assim, a maioria pela primeira vez em sua história.
A presidente Tsai foi reeleita nas eleições presidenciais de Taiwan em 11 de janeiro de 2020, e o Partido Democrata Progressista manteve sua maioria parlamentar, conquistando 61 cadeiras.

## Políticas
Os programas apoiados pelo partido incluem políticas moderadas de bem-estar social envolvendo os direitos das mulheres, idosos, crianças, jovens, trabalho, minorias, povos indígenas, agricultores e outros setores desfavorecidos da sociedade. Além disso, sua plataforma inclui uma ordem jurídica e política baseada nos direitos humanos e na democracia; administração econômica e financeira equilibrada; bem-estar social justo e amplo; reforma educacional e cultural; e defesa nacional independente e política externa pacífica com laços mais estreitos com os Estados Unidos e o Japão. O partido também tem uma postura social liberal que, sob a liderança de Tsai, inclui o apoio à igualdade de gênero e ao casamento entre pessoas do mesmo sexo. Além disso, possui uma base conservadora que inclui o apoio da Igreja Presbiteriana em Taiwan.

### Posição sobre a independência de Taiwan
O partido é o principal eixo político que envolve a questão da independência de Taiwan e contraria a visão de unificação com a China. Embora as diferenças tendam a ser retratadas em termos polarizados, ambas as coalizões principais (Pan-Verde e Pan-Azul) desenvolveram posições modificadas, matizadas e frequentemente complexas sobre o tema. Apesar de opostas nas origens filosóficas, as diferenças práticas entre essas posições às vezes podem ser sutis.
Ainda considerando o nome formal República da China (RC), a posição oficial atual do partido é que Taiwan é um país independente e soberano cujo território consiste em Taiwan e suas ilhas menores circundantes e cuja soberania deriva apenas dos cidadãos da RC que vivem em Taiwan (filosofia semelhante a de autodeterminação). Posição baseada na "Resolução sobre o Futuro de Taiwan", de 1999, e que tornaria uma declaração formal de independência desnecessária. Embora os apelos para a elaboração de uma nova constituição e para a declaração da República de Taiwan tenham sido incluídas na carta do partido em 1991, a resolução de 1999 praticamente sobrepôs o regulamento anterior. O PDP rejeita o chamado princípio de Uma China definido em 1992 como a base para as relações diplomáticas oficiais com a República Popular da China e defende uma identidade nacional taiwanesa, separando-a da China continental.
Em contraste, o Kuomintang e a coalizão Pan-Azul concordam que a República da China é um país independente e soberano que não faz parte da República Popular da China, mas argumenta que o princípio de uma China (com diferentes definições através do estreito) pode ser usado como base para negociações com a China. O KMT também se opõe à independência de Taiwan e argumenta que os esforços para estabelecer uma identidade nacional taiwanesa separada da identidade nacional chinesa são desnecessários e despropositadamente provocativos. Alguns funcionários conservadores do KMT chamaram os esforços do PDP de "anti-China", pois os funcionários do PDP se opuseram aos migrantes da China continental e não os reconheceram como taiwaneses, mas como chineses.

### Apoio
Desde a democratização de Taiwan na década de 1990, o PDP teve seu desempenho mais forte nos condados e cidades de língua hokkien, em contraposição com os condados predominantemente hakka e mandarim, que tendem a apoiar o Kuomintang.
A hostilidade enraizada entre os aborígines taiwaneses e os hoklo taiwaneses, bem como as redes de contato eficazes do KMT dentro dessas comunidades, contribuem para o ceticismo aborígene contra o PDP e a tendência dos aborígenes de votarem no KMT. Em 2008, a maioria dos municípios montanhosos, que contém a maior parte dos aborígenes, votou em Ma Ying-jeou. Contudo, a participação do voto indígena no PDP tem aumentado.

## Resultados das eleições

### Eleições presidenciais
| Eleição | Candidato      | Companheiro de chapa   | Total de votos | Proporção de votos | Resultado |
| ------- | -------------- | ---------------------- | -------------- | ------------------ | --------- |
| 1996    | Peng Ming-min  | Frank Hsieh            | 2,274,586      | 21.1%              | Perdeu    |
| 2000    | Chen Shui-bian | Annette Lu             | 4,977,737      | 39.3%              | Eleito    |
| 2004    | Chen Shui-bian | Annette Lu             | 6,446,900      | 50.1%              | Eleito    |
| 2008    | Frank Hsieh    | Su Tseng-chang         | 5,445,239      | 41.5%              | Perdeu    |
| 2012    | Tsai Ing-wen   | Su Jia-chyuan          | 6,093,578      | 45.6%              | Perdeu    |
| 2016    | Tsai Ing-wen   | Chen Chien-jen ( Ind.) | 6,894,744      | 56.3%              | Eleita    |
| 2020    | Tsai Ing-wen   | Lai Ching-te           | 8,170,231      | 57.13%             | Eleita    |
| 2024    | Lai Ching-te   | Hsiao Bi-khim          | 5,586,019      | 40.05%             | Eleita    |

### Eleições legislativas
| Eleição | Cadeiras ganhas | Votos totais（representação proporcional） | Porcentagem | Mudanças    | Líder do partido | Status              | Presidente     |
| ------- | --------------- | ------------------------------------------ | ----------- | ----------- | ---------------- | ------------------- | -------------- |
| 1989    | 21 / 130        |                                            |             |             | Huang Hsin-chieh | Minoria             | Lee Teng-hui   |
| 1992    | 51 / 161        | 2,944,195                                  | 31.0%       | 30 cadeiras | Hsu Hsin-liang   | Minoria             | Lee Teng-hui   |
| 1995    | 54 / 164        | 3,132,156                                  | 33.2%       | 3 cadeiras  | Shih Ming-teh    | Minoria             | Lee Teng-hui   |
| 1998    | 70 / 225        | 2,966,834                                  | 29.6%       | 16 cadeiras | Lin Yi-hsiung    | Minoria             | Lee Teng-hui   |
| 2001    | 87 / 225        | 3,447,740                                  | 36.6%       | 21 cadeiras | Chen Shui-bian   | governo minoritário | Chen Shui-bian |
| 2004    | 89 / 225        | 3,471,429                                  | 37.9%       | 2 cadeiras  | Chen Shui-bian   | governo minoritário | Chen Shui-bian |
| 2008    | 27 / 113        | 3,775,352                                  | 38.2%       | 62 cadeiras | Chen Shui-bian   | Minoria             | Ma Ying-jeou   |
| 2012    | 40 / 113        | 4,556,526                                  | 34.6%       | 13 cadeiras | Tsai Ing-wen     | Minoria             | Ma Ying-jeou   |
| 2016    | 68 / 113        | 5,370,953                                  | 44.1%       | 28 cadeiras | Tsai Ing-wen     | Maioria             | Tsai Ing-wen   |
| 2020    | 61 / 113        | 4,811,241                                  | 33.98%      | 7 cadeiras  | Cho Jung-tai     | Maioria             | Tsai Ing-wen   |
| 2024    | 51 / 113        | 4,982,062                                  | 36.16%      | 10 cadeiras | Lai Ching-te     | governo minoritário | Lai Ching-te   |